# Ōmura, Nagasaki
Ōmura (大村市 Ōmura-shi) là một thành phố thuộc tỉnh Nagasaki, Nhật Bản. Thành phố được thành lập ngày 11 tháng 2 năm 1944. Đến ngày 1 tháng 1 năm 2009, dân số thành phố là 89.891 trên tổng diện tích 126,33 km², bao gồm cả sân bay Nagasaki.